# Persenet

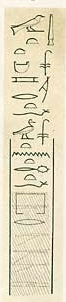
Tên một phần của Persenet từ ngôi mộ của bà ở Giza

Persenet (Personet, Per-sent) là một nữ hoàng Ai Cập cổ đại của triều đại thứ 4. Bà có thể là con gái của Vua Khufu và là vợ của Vua Khafra. Bà chủ yếu được biết đến từ ngôi mộ của bà tại Giza (G 8156).

## Tiểu sử
Theo Grajetzki, bộ danh hiệu đầy đủ của Persenet là: tuyệt vời của vương trượng (wr.t-ḥts), người vợ yêu dấu của nhà vua (ḥm.t-nỉswt mrỉỉt = f) và con gái của vua (sat-niswt-nt-xt). Vị trí ngôi mộ của bà cho thấy bà là vợ của vua Khafre và có thể là con gái của Khufu. Persenet có thể là mẹ của tể tướng Nikaure.

## Mộ

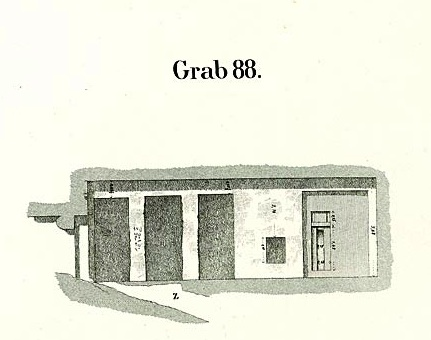
Mặt cắt ngang lăng mộ của nữ hoàng Persenet. (Lepsius)

Ngôi mộ của Persenet là LG 88 ở Giza sử dụng cách đánh số được giới thiệu bởi Lepsius. Nó cũng được chỉ định là G 8156. Ngôi mộ là một mastaba cắt đá nằm ở Cánh đồng Trung tâm, là một phần của Thành phố Giza.

Ngôi mộ của Persenet liền kề với ngôi mộ của Nikaure và có lẽ được xây dựng cùng một lúc. Ngôi mộ của Persenet có thể được đưa vào và lối vào ở bức tường phía nam hoặc lối vào bức tường phía đông nối với lăng mộ của Nikaure. Khoang hình chữ L và chứa hai trụ cột. Không có trang trí trên tường nhưng các cột trụ được ghi.